# Конрад II фон Бабенберг
Конрад II Бабенберг (нім. Konrad II. von Babenberg; 1115 — 28 вересня 1168 року, Адмонт) — релігійний та політичний діяч Священної Римської імперії, єпископ Пассау в 1148—1164 роках, архієпископ Зальцбургский в 1164—1168 роках, з династії Бабенбергів. Також відомий як Конрад Австрійський, Конрад Зальцбургський і Конрад Пассауський. Він був учасником запеклої боротьби, що виникла під час схизми після смерті папи Римського Адріана IV.

## Походження
Конрад походив із могутнього австрійського роду Бабенбергів. Його батьком був маркграф Австрії Леопольд III, а його мати Агнеса фон Вайблінген була дочкою імператора Священної Римської імперії Генріха IV. Конрад був братом єпископа Фрейзингського Оттона і правителів Баварії та Австрії Леопольда IV та Генріха II Язомірготта, припадав племінником імператору Генріху V, єдиноутробним братом німецькому королю Конраду III та дядьком імператору Фрідріху I Барбаросі.

## Біографія
Вперше Конрад згадується як придворний капелан у документі, виданому у вересні 1139 року у Зельце його зведеним братом королем Німеччини Конрадом III. Незабаром Конрад Бабенберг став деканом в Утрехті, а в 1143 деканом в Гільдесхаймі. Наприкінці 1148 або на початку 1149 року шляхом вільних виборів капітула собору був обраний на пост єпископа Пассау під ім'ям Конрад I. 1150 році він відвідав синод у Зальцбурзі. На початку липня 1152 року прибув до Регенсбурга, де знаходився при дворі короля Фрідріха. У лютому 1154 зупинявся при дворі короля в Бамберзі. У тому року, у складі делегації німецьких єпископів клопотав перед папою Анастасієм IV про призначення Магдебурзьким архієпископом Вихмана фон Зебурга.
17 вересня 1156 був присутній на церемонії зведення маркграфства Австрії у статус герцогства. Після цого у 1158 році мав прикордонний конфлікт зі своїм братом, герцогом австрійським Генріхом Язомірготтом якій отримав назву «Ворожність у Пассау».
В 1159 Конрад дарував муніципальні права жителям Санкт-Пельтена. Цей акт вважається найстарішим муніципальним законом у сучасній Австрії.
У конфлікті з папою Адріаном IV Конрад Пассауський був на боці свого племінника імператора Фрідріха I Барбароси.
Ситуація змінилась після того, як Конрада обрали архієпископом Зальцбургським. Архідієцезія Зальцбурга була єдиною єпархією у Німецькому королівстві, яка підтримувала папу Олександра III в ході церковного розколу який утворився після того, як прихильники імператора обрали ще одного папу римського зі свого середовища. Конрад відмовився визнавати ставленика імператора Віктора IV, чим викликав незадоволення Фрідріха. 29 березня 1166 року Барбароса оголосив, що його дядько незаконно заволодів князівством, бо імператор не надав йому регалії через обряд інвеститури. Фрідріх направив загони своїх прихильників з метою захопити Зальцбург та примусити Конрада підкоритись. Війська Конрада чинили загарбникам шалений опір, використовуючи гірський альпійський рельєф, що дозволило Конраду значний час ще знаходитись у Зальцбургу. Коли ворог підійшов вже близько до міста архиєпископ був вимушений відійти у гірську фортецю Фрізах. Звідки він перебрався до Адмонту де помер 28 вересня 1168 року та був похований.